# Villa Bartolomea
Villa Bartolomea és un municipi de la província de Verona, a la regió italiana del Vèneto, situat a uns 80 quilòmetres a l'oest de Venècia i a uns 45 quilòmetres al sud-est de Verona.
A 1 de gener de 2020 la seva població era de 5.815 habitants.
Villa Bartolomea limita amb els següents municipis: Castagnaro, Castelnovo Bariano, Giacciano con Baruchella, Legnago i Terrazzo.